# Francesca Franchi
Francesca Franchi (Molveno, 24 dicembre 1997) è una fondista italiana.
Ha partecipato alle gare under-18 e under-20 dell'Alpen Cup fino al 2017. All'inizio della stagione 2017/18 ha esordito nel circuito maggiore dell'Alpencup e ha ottenuto il 30 ° posto sulla 10 km classica disputata a Prémanon-Les Tuffes. 
Ha vinto la medaglia d'argento nella staffetta ai Campionati mondiali di sci junior 2017 a Soldier Hollow, ottenendo nelle gare individuali il 21º posto sulla 5 km a tecnica libera e il 18º posto nello skiathlon.
Nella stagione 2018/19, è arrivata 13ª nella classifica generale dell'Alpen Cup con cinque piazzamenti nella top ten, incluso il secondo posto nella gara di inseguimento a Oberwiesenthal. Ha esordito nella Coppa del Mondo di sci di fondo in occasione del Tour de Ski 2018-2019, classificandosi 59-esima nella 10 km tecnica libera e 52-esima nello sprint, senza poi concludere la competizione. Ai Campionati mondiali di sci U23 del 2019 a Lahti si è classificata 21esima nella 10 km a tecnica libera, 20esima nella gara con partenza in linea di 15 km e 19-esima nello sprint. Alle Universiadi invernali di Krasnoyarsk all'inizio di marzo 2019 è arrivata sesta nello sprint e quarta nello sprint a squadre, nella 5 km classica e nell'inseguimento, e ha vinto lì la medaglia di bronzo con la staffetta insieme a Martina Bellina e Ilenia Defrancesco. 
A dicembre 2019 ha segnato i suoi primi punti in Coppa del Mondo a Davos con il 28º posto nello sprint. Ai Campionati del mondo U23 del 2020 a Oberwiesenthal, ha vinto la medaglia di bronzo nella staffetta mista , insieme ad Anna Comarella, Simone Daprà e Martin Coradazzi. Si è inoltre classificata 16ª nella 10 km classica, 15a nello sprint e 10a nella gara con partenza in linea di 15 km.
Dopo il primo posto sulla 10 km stile libero all'Alpen Cup di Ulrichen all'inizio della stagione 2020/21, Franchi ha conquistato il 32º posto al Tour de Ski 2021 e il 27º posto nello skiathlon e il 16º posto ai Campionati mondiali di sci nordico 2021 a Oberstdorf nella 10 km a tecnica libera.
Dopo una stagione 2021/22 svolta essenzialmente in Alpen Cup e conclusa anzitempo, nella stagione successiva si aggiudica il titolo italiano nella 10km a tecnica libera, e dopo alcune prove di Coppa del Mondo chiuse in zona punti, ai Campionati mondiali di sci nordico 2023 a Planica ottiene, oltre che il settimo posto in staffetta, due prestigiosi risultati entro i primi 10, con un nono posto nello skiathlon e un sesto nella 10 km a tecnica libera (miglior risultato di un'atleta italiana in una gara individuale ai mondiali di sci di fondo dal quinto posto di Marianna Longa nell'inseguimento ai Mondiali del 2011.)

## Palmarès

### Coppa del Mondo
- Miglior piazzamento in classifica generale: 63ª nel 2021